# Seznam chráněných území v okrese Havlíčkův Brod
Toto je seznam chráněných území v okrese Havlíčkův Brod aktuální k roku 2015, ve kterém jsou uvedena chráněná území v oblasti okresu Havlíčkův Brod.
| Kód  | Obrázek                                         | Typ  | Název                       | Rozloha (ha) | Galerie Commons                                                      | Popis území | Souřadnice                       |
| ---- | ----------------------------------------------- | ---- | --------------------------- | ------------ | -------------------------------------------------------------------- | --- | -------------------------------- |
| 2420 | Borecká skalka                                  | PP   | Borecká skalka              | 0,15         | Kategorie „Borecká skalka“ na Wikimedia Commons                      | Hadcový lom s významnou hadcovou květenou | 49°47′35″ s. š., 15°34′46″ v. d. |
| 959  | Čertův kámen                                    | PP   | Čertův kámen                | 0,01         | Kategorie „Čertův kámen (Rejčkov)“ na Wikimedia Commons              | Žulový výchoz na svahu Melechova, na vrcholu skalní mísy | 49°37′44″ s. š., 15°19′20″ v. d. |
| 1970 | Havranka                                        | PR   | Havranka                    | 41,85        | Kategorie „Havranka“ na Wikimedia Commons                            | Komplex vlhkých luk a rákosin v údolí Jiříkovského potoka | 49°43′56″ s. š., 15°33′14″ v. d. |
| 1256 | Hroznětínská louka                              | PR   | Hroznětínská louka a olšina | 16,6689      | Kategorie „Hroznětínská louka“ na Wikimedia Commons                  | Společenstva přírodě blízkých lesů s vegetací údolních jasanovo-olšových luhů, střídavě vlhké pcháčové louky a rybník s výskytem makrofytní vegetace mělkých stojatých vod a vegetací vysokých ostřic s výskytem významných druhů rostlin a živočichů; typy přírodních stanovišť a druhy, pro které byla jiným právním předpisem vyhlášena evropsky významná lokalita Hroznětínská louka a které se nacházejí na území přírodní rezervace | 49°45′31″ s. š., 15°21′40″ v. d. |
| 2188 |                                                 | PP   | Chuchelská stráň            | 1,82         | Kategorie „Chuchelská stráň“ na Wikimedia Commons                    | Výskyt zachovalých, druhově bohatých teplomilných travinných společenstev sveřepových luk | 49°48′28″ s. š., 15°37′40″ v. d. |
| 6022 | PP Kamenický rybník                             | PP   | Kamenický rybník            | 5,0232       | Kategorie „Kamenický rybník (natural monument)“ na Wikimedia Commons | Biotop oligotrofního rybníka s výskytem vegetace letněných rybníků s výskytem významných druhů rostlin a živočichů na něj vázaných, např. puchýřky útlé, masnice vodní, blatnice skvrnité či kuňky obecné | 49°31′38″ s. š., 15°26′6″ v. d.  |
| 1646 | Kamenná trouba                                  | PR   | Kamenná trouba              | 62,97        | Kategorie „Kamenná trouba “ na Wikimedia Commons                     | Luční biotopy při Pstružném potoce | 49°36′13″ s. š., 15°23′49″ v. d. |
| 2106 | Popis obrazku                                   | PR   | Maršálka                    | 7,62         | Kategorie „Maršálka“ na Wikimedia Commons                            | Ochrana dobře zachovalých vlhkých rašelinných luk | 49°45′54″ s. š., 15°45′48″ v. d. |
| 1831 |                                                 | PR   | Mokřadlo                    | 13,30        | Kategorie „Mokřadlo“ na Wikimedia Commons                            | Vlhké mokřadní louky s bohatou flórou a faunou | 49°43′25″ s. š., 15°45′20″ v. d. |
| 1768 | Popis obrazku                                   | PR   | Niva Doubravy               | 68,24        | Kategorie „Niva Doubravy“ na Wikimedia Commons                       | Mokřadní luční ekosystémy v poříčí Doubravy | 49°41′33″ s. š., 15°46′ v. d.    |
| 1255 | Písník u Sokolovce                              | PP   | Písník u Sokolovce          | 0,30         | Kategorie „Písník u Sokolovce“ na Wikimedia Commons                  | Z části zatopený písník s lokalitou rosnatky okrouhlolisté, refugium obojživelníků | 49°43′16″ s. š., 15°42′42″ v. d. |
| 1971 | Pod Kazbalem (2023)                             | PP   | Pod Kazbalem                | 0,81         |                                                                      | Fragment vlhkých luk v povodí Hostačovky | 49°45′29″ s. š., 15°34′ v. d.    |
| 1254 | Ranská jezírka                                  | PR   | Ranská jezírka              | 27,21        | Kategorie „Ranská jezírka“ na Wikimedia Commons                      | Těžbou vzniklé terénní deprese zaplněné vodou, významná květena | 49°39′14″ s. š., 15°48′54″ v. d. |
| 1886 | Ransko                                          | NPR  | Ransko                      | 695,40       | Kategorie „Ransko“ na Wikimedia Commons                              | Rozsáhlý lesní komplex Ranského masivu (prameništní a potoční jasanové olšiny) | 49°40′21″ s. š., 15°48′35″ v. d. |
| 6199 | Rybníček u Dolního Dvora                        | PP   | Rybníček u Dolního Dvora    | 0,95         |                                                                      | Součástí přírodní památky je rybniční ekosystém s měkkou litorální vegetací a navazujícími mokřadními biotopy, přírodní společenstva makrofytní vegetace přirozených eutrofních a mezotrofních stojatých vod, b) vzácné a ohrožené druhy obojživelníků včetně jejich biotopů, zejména populace čolka velkého | 49°36′6″ s. š., 15°25′58″ v. d.  |
| 1257 | Řeka                                            | PR   | Řeka                        | 16,06        | Kategorie „Řeka (nature reserve)“ na Wikimedia Commons               | Slatinné louky přecházející v litorál rybníka Řeka s typickými společenstvy | 49°40′ s. š., 15°51′6″ v. d.     |
| 2081 | Sochorov                                        | PP   | Sochorov                    | 1,61         | Kategorie „Sochorov“ na Wikimedia Commons                            | Lokalita s výskytem chráněných druhů rostlin a živočichů | 49°32′34″ s. š., 15°29′34″ v. d. |
| 3379 |                                                 | PR   | Spálava                     | 28,92        | Kategorie „Spálava (nature reserve)“ na Wikimedia Commons            | Společenstva květnatých a acidofilních bučin, prameništních a suťových bažankových jasenin | 49°46′11″ s. š., 15°43′22″ v. d. |
| 425  | PR Stvořidla                                    | PR   | Stvořidla                   | 246,39       | Kategorie „Stvořidla“ na Wikimedia Commons                           | Část přirozeného peřejnatého a balvanitého toku Sázavy | 49°40′9″ s. š., 15°20′5″ v. d.   |
| 3378 | PR Svatomariánské údolí                         | PR   | Svatomariánské údolí        | 13,53        | Kategorie „Svatomariánské údolí“ na Wikimedia Commons                | Zachovalé, přirozeně se utvářející koryto řeky Doubravy s výskytem lužních jasanových olšin | 49°44′48″ s. š., 15°41′0″ v. d.  |
| 1972 | PP Šlapanka                                     | PP   | Šlapanka                    | 3,08         |                                                                      | Fragment vlhkých luk v údolí nivě Šlapanky | 49°35′21″ s. š., 15°36′30″ v. d. |
| 1222 |                                                 | PR   | Štíří důl                   | 18,80        | Kategorie „Štíří důl (nature reserve)“ na Wikimedia Commons          | Hluboké zalesněné údolí s typickou flórou a faunou, významné hl. výskytem mloků | 49°39′58″ s. š., 15°51′54″ v. d. |
| 960  | Údolí Doubravy                                  | PR   | Údolí Doubravy              | 92,07        | Kategorie „Údolí Doubravy“ na Wikimedia Commons                      | Kaňonovité údolí Doubravy zahloubené v rulových horninách | 49°42′57″ s. š., 15°42′48″ v. d. |
| 719  | Rozkvetlé bledule na území památky              | PR   | Velká a Malá olšina         | 4,96         | Kategorie „Velká a Malá olšina“ na Wikimedia Commons                 | Starý olšový porost s hojným výskytem bledule jarní | 49°46′7″ s. š., 15°21′2″ v. d.   |
| 1671 | Popis obrazku                                   | PR   | Zlatá louka                 | 11,34        | Kategorie „Zlatá louka“ na Wikimedia Commons                         | Hluboké rašeliniště s významnou květenou a zvířenou | 49°42′50″ s. š., 15°46′23″ v. d. |
| 75   | Jeden ze skalních útvarů na hřebeni Devíti skal | CHKO | Žďárské vrchy               | 71 500       | Kategorie „CHKO Žďárské vrchy“ na Wikimedia Commons                  | | 49°39′9″ s. š., 16°1′3″ v. d.}   |
| 65   | Vyhlídka Dívčí kámen                            | CHKO | Železné hory                | 38 000       | Kategorie „Železné hory“ na Wikimedia Commons                        | | 49°48′3″ s. š., 15°43′57″ v. d.  |

## Zrušená území
| Kód  | Typ | Název        | Rozloha (ha) | Galerie Commons | Popis území                                                                           |
| ---- | --- | ------------ | ------------ | --------------- | ------------------------------------------------------------------------------------- |
| 408  | NPR | Staré Ransko | 35,00        |                 | Bohatá lokalita bledule jarní                                                         |
| 1134 | NPR | Ranská bahna | 159,09       |                 | Unikátní systém prameništních a potočních jasanových olšin s typickou flórou a faunou |